# Papinien
Aemilius Papinianus (v. 142 - 212), en français Papinien, était un célèbre jurisconsulte de la Rome antique, magister libellorum et préfet du prétoire après la mort de Plautien en 205. 

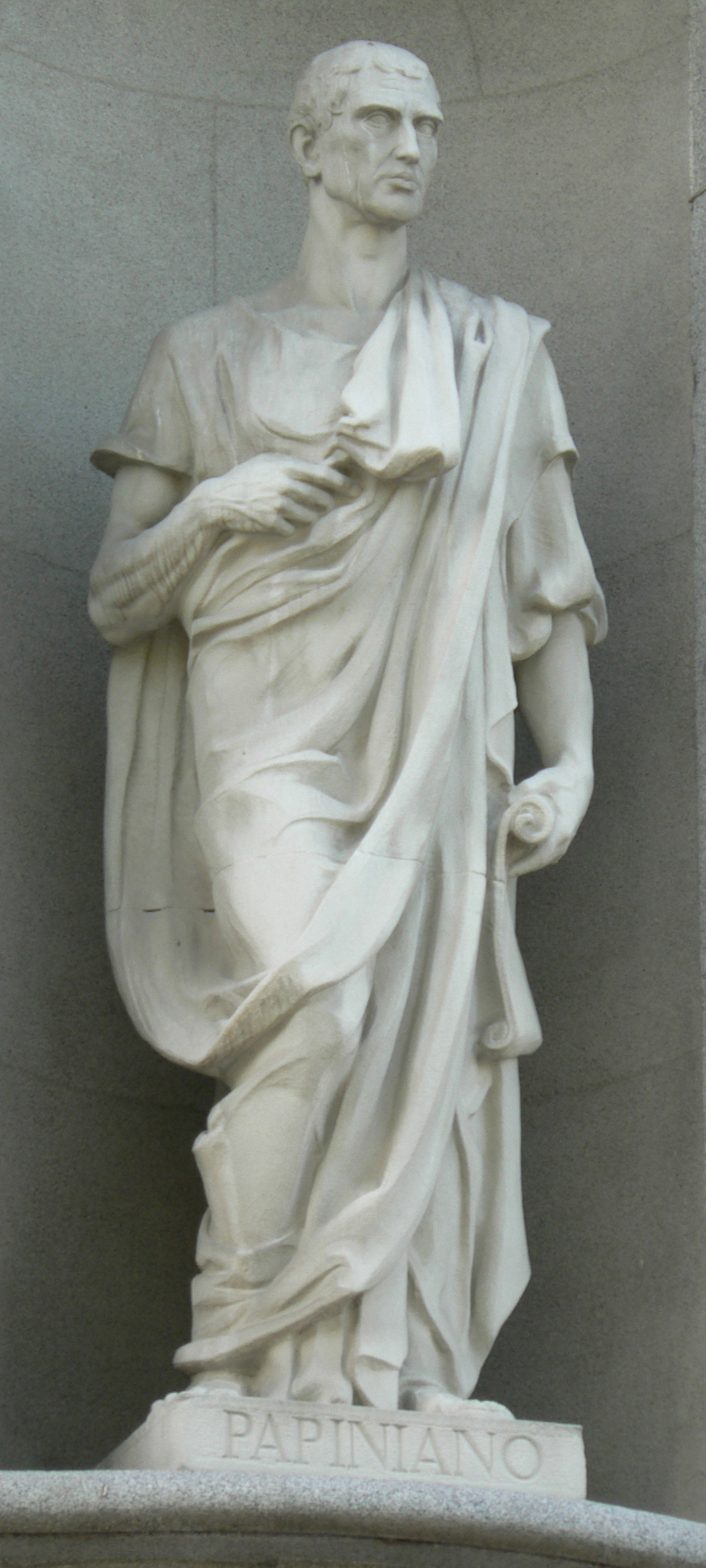
Papinien. Statue moderne. Madrid, Tribunal suprême.

## Vie
On sait peu de chose sur la vie de Papinien. Il était peut-être syrien de naissance, puisqu'il passe pour avoir été parent de la seconde épouse de Septime Sévère, Julia Domna. Un passage douteux de l'Histoire Auguste affirme qu'il suivit les leçons de droit de Quintus Cervidius Scaevola avec Sévère comme condisciple.
Papinien était un ami intime de l'empereur Sevère et l'accompagna en Bretagne. Avant de mourir, l'empereur lui confia ses deux fils Caracalla et Geta. Papinien essaya de maintenir la paix entre les deux frères, mais sans meilleur résultat que de renforcer la haine de Caracalla. Il périt victime de cette haine dans le massacre général des amis de Geta qui suivit le fratricide de 212. 
Selon l'article de l'Encyclopædia Britannica de 1911, les détails de la mort de Papinien « sont diversement relatés, et ont subi un embellissement légendaire. »
Sa production est peu volumineuse comparée à celle d'autres juristes tels qu'Ulpien ou Paul. Parmi les principaux ouvrages de Papinien, on notera les Quaestiones en 37 livres (écrit avant 198), les Responsa (écrit entre 204 et sa mort), les Definitiones et un traité De adulteriis.

## Législation
Dans la Loi des citations (426), il est mis, avec Gaïus, Paul, Modestin et Ulpien, au rang des cinq juristes dont les avis conservés étaient considérés comme décisifs. Ces cinq juristes sont également cités comme sources principales du Code de Théodose II et du Code de Justinien. L'opinion de Papinien devait prévaloir si les quatre autres divergeaient[réf. souhaitée].

## Sources
- Traduit de l'article Aemilius Papinianus de la Wikipedia anglaise, qui emprunte lui-même à l'Encyclopædia Britannica de 1911, maintenant dans le domaine public.